# Liste des comtes d'Auvergne
La liste présente les comtes d'Auvergne qui ont été à la tête d’un ensemble territorial qui a évolué au fil des siècles, le comté d'Auvergne.
Voir les articles connexes les dauphins d'Auvergne (à partir de 1155), ni les ducs d'Auvergne (à partir de 1360).

## Comtes d'époque wisigothique
- Victorius duc de 475 à 479
- Apollinaire en 506, devient évêque quelques mois avant sa mort en 515

## Comtes-ducs mérovingiens
- Hortensius de 516 à 532
- Becco en 532
- Sigivald en 532
- Hortensius en 533 (famille des Euphrasii)
- Evodius, fils de Hortensius, père de Sallustius et Euphrasius (famille des Euphrasii)
- Georgius
- Britianus ou Britannus (époux de Césarie)
- Firminus comte vers 555/558, gendre du précédent, destitué
- Salluste duc vers 555/558 jusqu'à 560, petit-fils d'Hortensius
- à nouveau Firminus duc vers 560 jusqu'à 571
- Venerandus duc avant 585
- Nicetius duc et comte vers 585
- Eulalius duc de 585 à 590
- Bobon duc de 638 à 656, nommé par Sigebert III
- Bodilon duc vers 675
- Calmin duc dans les années 680
- Genesius duc dans les années 690
- Haribert duc dans les années 690
- Blandin duc entre 760 et 763[1]
- Chilping entre 763 et 765[2]

## Comtes carolingiens
- Berthmond entre 774 et 777

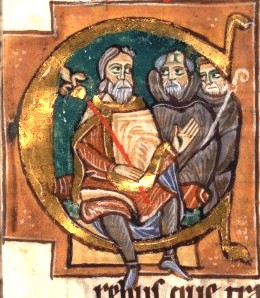
Guillaume le Pieux, d'après une lettrine enluminée (BNF, Ms. Lat. 17716, f°85.).

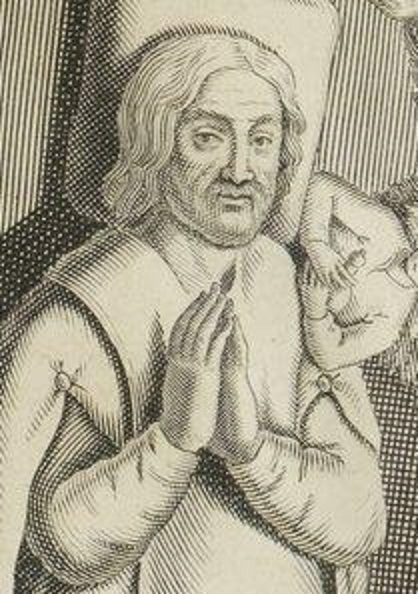
Détail du gisant du tombeau de, dans l'abbaye du Bouschet.

- Ithier à partir de 778, comte sous Charlemagne.
- Warin Ier , 818-ap. 819, gendre supposé d'Ithier par sa fille Albane d'Auvergne
- Guérin II ou Warin II (mort en 853), fils du précédent, 819-av. 839, comte d'Auvergne sous Louis Ier le Pieux qui lui retire ce titre en 839, aussi comte de Chalon, d'Autun, d'Arles, de Provence, de Bourgogne et ensuite de Toulouse.
- Gérard Ier ou Géraud Ier, av.839-841, neveu supposé du précédent, comte nommé par Louis le Pieux avant 839 ; tué à la bataille de Fontenoy en 841.
- Guillaume Ier, 842-846, frère supposé de Gérard, lui succède en 842, mort au plus tard en 846.
- Bernard Ier de Chalon, comte d'Auvergne et abbé de Brioude 846-868, probable parent des précédents.
- Bernard II, dit "Plantevelue", 868-885, un Guilhelmide, fils de Bernard de Septimanie et petit-fils de saint Guillaume de Gellone, épouse Ermengarde, fille supposée de Warin Ier (ou de Bernard Ier), comte d'Auvergne.
- Guillaume II, dit "le Pieux", 885-918, fils du précédent, comte d'Auvergne et marquis de Gothie en 885, duc d'Aquitaine (Guillaume Ier le Pieux) en 893, comte de Bourges, de Mâcon, du Limousin et de Lyon, abbé laïque de Saint-Julien-de-Brioude, fondateur de Cluny, mort en 918.
- Guillaume III, dit "le Jeune", neveu du précédent, fils d'Adelinde d'Auvergne et d'Acfred comte de Razès et de Carcassonne , comte d'Auvergne et duc d'Aquitaine (Guillaume II) 918-926, mort sans postérité.
- Acfred Ier, frère du précédent, comte d'Auvergne et duc d'Aquitaine en 926-927, mort sans postérité.
- Ebles Ier Manzer (mort en 934), arrière-petit-fils de Gérard Ier et cousin éloigné de Guillaume II, comte d'Auvergne et duc d'Aquitaine 927-932, dépossédé de ces titres par le roi Raoul Ier.
- Raymond Ier, comte de Toulouse (Raymond III Pons) 924-942, comte d'Auvergne et duc d'Aquitaine 932-942.
- son fils Raymond ? 942-961 ?
- Guillaume IV, dit "Tête d'Étoupe", fils d'Ebles Manzer, comte d'Auvergne et duc d'Aquitaine (Guillaume III) 962-963.
- vacance jusqu'en 979 ?

La numérotation des personnages est une commodité introduite par les chercheurs, qui n’a qu’une valeur historique relative dans la mesure où les comtes d’Auvergne, ou leurs contemporains, n’éprouvaient pas eux-mêmes le besoin d’établir une classification. Ainsi, celui que les historiens appellent Béraud II le Grand est simplement nommé dans les chartes Beraldi dalphini Arvernie, sans distinction d'avec ses homonymes.

## Comtes héréditaires

### Famille d'Auvergne
- Robert II de Clermont, fils de Robert Ier, vicomte d'Auvergne, x Ingelberge N.
  - ?-979 : Robert III de Clermont, vicomte d'Auvergne (-979)
  - 979-989 : Guy Ier d'Auvergne, vicomte de Clermont puis comte d'Auvergne en 979
  - 989-1016 : Guillaume IV d'Auvergne, comte d'Auvergne (-1016), numéroté Guillaume V par certains auteurs x Umnerge N.
    - 1016-v. 1032 : Robert Ier d'Auvergne, comte d'Auvergne (v. 971-1032), numéroté Robert III par certains auteurs, x Ermengarde d'Arles
      - v. 1032-1064 : Guillaume V d'Auvergne, comte d'Auvergne (1000-1064), numéroté Guillaume VI par certains auteurs, x Philippa de Gévaudan
        - 1064-1096 : Robert II d'Auvergne, comte d'Auvergne (v. 1025-1096) x Judith de Melgueil
          - 1096-1136 : Guillaume VI d'Auvergne, comte d'Auvergne (apr. 1069-1136), numéroté Guillaume VII par certains auteurs, x Agnès de Sicile
            - 1136-1147 : Robert III d'Auvergne, comte d'Auvergne (v. 1095-v. 1147) x Marquise d'Albon
              - 1147-1169 : Guillaume VII d'Auvergne (v. 1130-1169) dit Guillaume le Jeune, comte d'Auvergne (v. 1147-v. 1155) dans son intégrité, il est encore dit comes Arverniae après la partition du comté (v. 1155-1169), numéroté Guillaume VIII par certains auteurs. Il est la souche des futurs dauphins d'Auvergne

En raison d'un risque d'homonymie avec les familles delphinale et ducale d'Auvergne, plusieurs représentants de la famille comtale d'Auvergne seront désignés avec l'adjonction de comte ou comtesse dans leur dénomination :
- Robert IV comte d'Auvergne (v. 1130-v. 1194) vs Dauphin, comte d'Auvergne et de Clermont (v. 1150-1234)
- Guillaume VIII comte d'Auvergne (v. 1100-v. 1182) vs Guillaume, comte de Clermont et de Montferrand (v. 1175-1240)
- Robert V d'Auvergne (v. 1225-1277) vs Robert Ier Dauphin, comte de Clermont (v. 1210-1252)
- Robert VI d'Auvergne (1250-1314) vs Robert II, dauphin d'Auvergne et comte de Clermont (1235-1281)
- Robert VII d'Auvergne (v. 1282-1325) vs Robert III, dauphin d'Auvergne et comte de Clermont (v. 1255-1324)
- Jeanne Ire d'Auvergne (1326-1360) vs Jeanne Ire dauphine d'Auvergne (1412-1436)
- Marie Ire d'Auvergne (1376-1437) vs Marie Ire duchesse d'Auvergne (v. 1375-1434)
- Jean Ier comte d'Auvergne (mort en 1386) vs Jean Ier duc de Bourbonnais et d'Auvergne = Jean Ier de Berry (1340-1416), duc de Berry, duc d'Auvergne, comte de Montpensier et même (1404-1416), par mariage, comte d'Auvergne (en théorie Jean III) et comte de Boulogne...
- Jean II de Bourbon (mort en 1404) vs Jean II duc d'Auvergne = Jean Ier de Bourbon (1381-1434), duc de Bourbonnais et comte de Forez et, par mariage, duc d'Auvergne (Jean II) et comte de Montpensier...

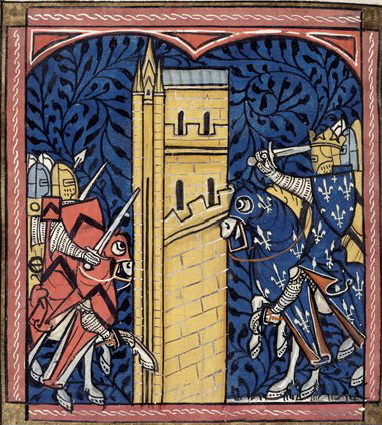
Guy II d'Auvergne combattant le roi de France Philippe-Auguste. Chroniques de Saint-Denis, British Library.

1155-1182 : Guillaume VIII comte d'Auvergne dit Guillaume le Vieux 
Numéroté Guillaume IX par certains auteurs
Fils du comte Guillaume VI et d'Agnès de Sicile ou Emma
Usurpe v. 1155 la majeure partie du comté d'Auvergne à son neveu Guillaume VII
1182-1194 : Robert IV comte d'Auvergne (v. 1130-v. 1194)
Fils du comte Guillaume VIII et d'Anne de Nevers (née vers 1110)
Comte d'Auvergne (1182-1194)
1194-1195 : Guillaume IX d'Auvergne
Fils du comte Robert IV et de Mathilde de Bourgogne (apr. 1145-1201) dame de Limais ou de Liernais
 Comte d'Auvergne (1194-1195)
1194-1222 : Guy II d'Auvergne
Fils du comte Robert IV et de Mathilde de Bourgogne (apr. 1145-1207) dame de Liernais, frère du comte Guillaume IX
Comte d'Auvergne (v. 1194-1222)
1224-1247 : (ou XI) d'Auvergne
Fils du comte Guy II et de Perronnelle de Chambon (née vers 1160), dame de Combrailles
Comte d'Auvergne (1224-1247)
1247-1277 : Robert V comte d'Auvergne (v. 1225-1277)
Fils du comte Guillaume X et d'Adélaïde de Brabant (v. 1190-v. 1261)
Comte d'Auvergne (1247-1277) et comte de Boulogne (1247-1277)
1277-1280 : Guillaume XI comte d'Auvergne (1245-1280)
Fils du comte Robert V et d'Éléonore de Baffie
Comte d'Auvergne (1277-1280) et comte de Boulogne (1277-1280), premier à avoir adopté les armes au gonfalon.
1280-1314 : Robert VI comte d'Auvergne (1250-1314)
Fils du comte Robert V et d'Éléonore de Baffie
Comte d'Auvergne (1280-1314) et comte de Boulogne (1277-1314)
1314-1325 : Robert VII comte d'Auvergne (v. 1282-1325)
Fils du précédent et de Béatrice de Montgascon, dame de Montgascon (Montgacon à Luzillat)
Comte d'Auvergne (1314-1325) et comte de Boulogne (1314-1325)
1325-1332 : Guillaume XII (ou XIII) d'Auvergne (v. 1300-1332)
Fils du précédent et de Blanche de Bourbon (morte en 1304), dite Blanche de Clermont 
Comte d'Auvergne (1325-1332) et comte de Boulogne (1325-1332)
1332-1360 : Jeanne Ire d'Auvergne (1326-1360), 
Fille du précédent et de Marguerite d'Évreux (1307-1350)
1°) De son propre chef : Comtesse d'Auvergne (1332-1360) et comtesse de Boulogne (1332-1360)
2°) Par son second mariage : reine de France (1350-1360)
1360-1361 : Philippe Ier de Bourgogne (1346-1361)
Fils de la comtesse Jeanne Ire et de Philippe Ier Monsieur 
De son propre chef : comte de Bourgogne (1347-1361), comte d'Artois (1347-1361), duc de Bourgogne (1349-1361), comte d'Auvergne (1360-1361) et comte de Boulogne (1360-1361)

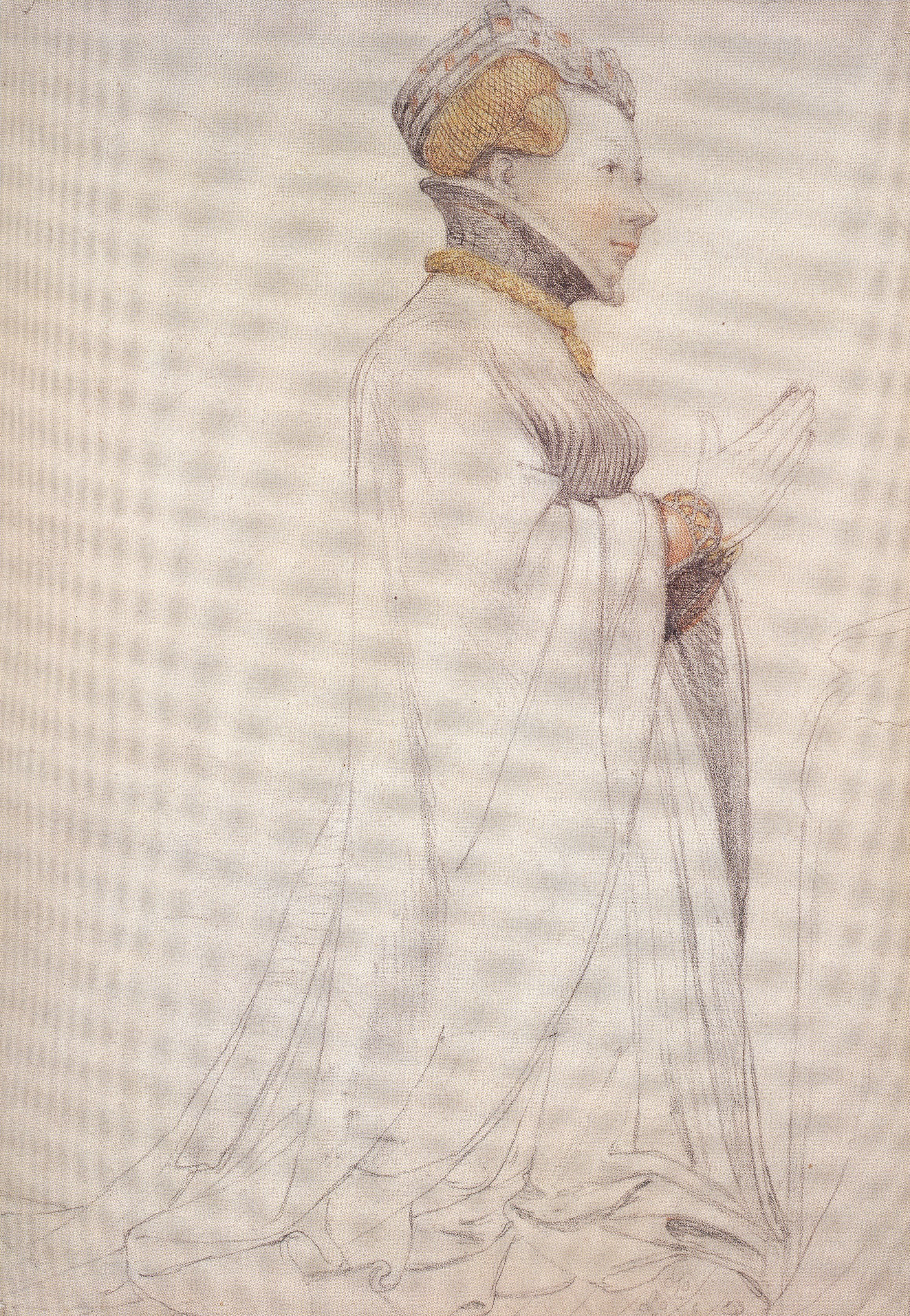
Jeanne II d'Auvergne.

1361-1386 : Jean Ier d'Auvergne (mort en 1386), 
Fils du comte Robert VII et de Marie de Dampierre, frère du comte Guillaume XII, oncle de la comtesse Jeanne Ire et grand-oncle du comte Philippe de Rouvres 
Comte d'Auvergne (1361-1386), comte de Boulogne (1361-1386) et comte de Montfort
1386-1404 : Jean II d'Auvergne (mort en 1404), 
Fils du précédent et de Jeanne de Clermont (morte en 1383), dame de Saint-Just
Comte d'Auvergne (1386-1404) et comte de Boulogne (1386-1404)
1404-1424 : Jeanne II d'Auvergne (1378-1424), 
Fille du précédent et d'Aliénor de Comminges - morte sans postérité connue
1°) De son propre chef : comtesse d'Auvergne (1404-1424) et comtesse de Boulogne (1404-1424)
2°) Par son premier mariage : duchesse d'Auvergne et duchesse de Berry (1389-1416)
3°) Par son second mariage avec Georges de La Trémoille  : comtesse de Guines (1416-1424)
1424-1437 : Marie Ire comtesse d'Auvergne (1376-1437), 
Fille de Godefroy d'Auvergne (mort vers 1385), seigneur de Montgascon, et de Jeanne de Ventadour (morte en 1376), petite-fille du comte Robert VII, nièce des comtes Guillaume XII et Jean Ier
« 31e » comtesse d'Auvergne (1424-1437) et « 30e » comtesse de Boulogne (1424-1437)

### Famille de La Tour (d'Auvergne)

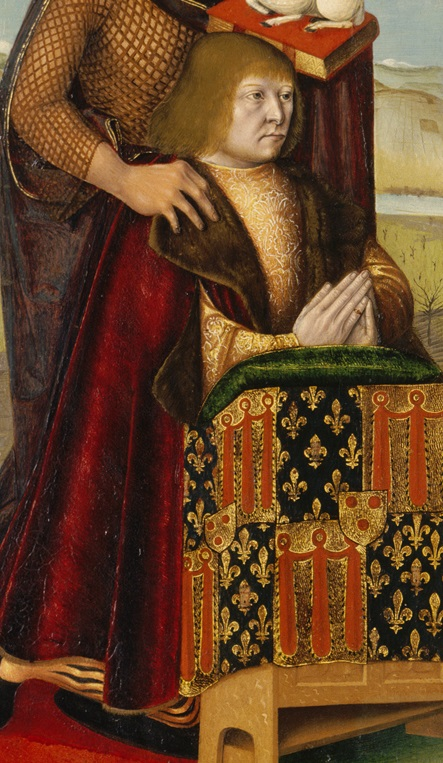
Jean IV d'Auvergne. Détail issue du Triptyque de Vic-le-Comte. 1497, NCMA

1437-1461 : Bertrand V de La Tour (mort en 1461), né Bertrand de La Tour
Fils de la précédente et de Bertrand IV de La Tour (mort apr. 1423), seigneur de La Tour
Comte d'Auvergne (1437-1461), comte de Boulogne (1437-1461) et seigneur de La Tour (apr. 1423-1461)
1461-1497 : Bertrand VI de La Tour d'Auvergne (1417-1497), né Bertrand de La Tour, 
Fils du précédent et de Jacquette du Peschin (morte en 1473)
Comte d'Auvergne (1461-1497) et seigneur de La Tour (1461-1497)
1497-1501 : Jean IV d'Auvergne (1467-1501), né Jean de La Tour, 
Fils du précédent et de Louise de La Trémoïlle (morte en 1474), dame de Bomiers, elle-même fille de Georges de La Trémoille ci-dessus et de Catherine de L'Isle-Bouchard ; grand-père maternel de Catherine de Médicis
Comte d'Auvergne (1497-1501) et seigneur de La Tour (1497-1501)
1501-1524 : Anne d'Auvergne (morte en 1524) fille aînée du précédent et de Jeanne de Bourbon-Vendôme (1465-1511). Mariée en 1505 avec John Stuart régent d'Écosse de 1515 à 1524 mort en 1536. Sans postérité
Comtesse d'Auvergne (1501-1524) et dame de la Tour (1501-1524)
1524-1569 : Catherine de Médicis (1519-1589), Reine de France, fille de Madeleine de La Tour d'Auvergne (1500-1519) (fille cadette de Jean IV (ou V) d'Auvergne) et de Laurent II de Médicis
Comtesse d'Auvergne (1524-1589), comtesse de Clermont, baronne de La Tour.

### Princes et princesses apanagés
[liste non exhaustive]
- 1589-1650 : Charles de Valois (1573-1650), fils naturel de Charles IX de France, comte d'Auvergne à la suite de sa grand-mère  Catherine de Médicis, puis duc d'Angoulême
- 1650-1653 : Louis-Emmanuel d'Angoulême (1596-1653), fils du précédent

### Famille de La Tour (d'Auvergne de Turenne de Bouillon)
Pour compenser la perte de la principauté souveraine de Sedan passée à la Couronne en 1651, le roi Louis XIV cède les comtés d'Auvergne, de Beaumont, du Bas-Armagnac et d'Evreux, ainsi que les duchés de Château-Thierry et d'Albret à la famille de La Tour d'Auvergne (branche des vicomtes de Turenne, ducs de Bouillon) : 
- 1651-1652 : Frédéric-Maurice de La Tour et son fils
- 1652-1721 : Godefroy-Maurice de La Tour, puis leurs descendants.